# دی ۱۳۸۹
دی ۱۳۸۹ یکی از ماه‌های ۱۳۸۹ خورشیدی است.

آغاز آن چهارشنبه: ‎۱ دی ۱۳۸۹ (۲۲ دسامبر ۲۰۱۰) میلادی

مطابق با ۱۵ محرم ۱۴۳۲ قمری قراردادی می‌باشد.

## ۱ دی ۱۳۸۹
- سازمان ملل نقض حقوق بشر در ایران را محکوم کرد

مجمع عمومی سازمان ملل متحد، قطعنامهٔ مصوب کمیته سوم مجمع عمومی درباره وضعیت حقوق بشر در ایران را تایید کرد. در این قطعنامه از «نقض شدید و مکرر حقوق بشر در ایران به شدت ابراز نگرانی» شده‌است. پیش‌نویس این قطعنامه توسط نمایندهٔ کانادا به کمیته سوم ارائه شده بود که با رای مثبت ۸۰ کشور به تصویب رسید. ۵۷ کشور نیز رای ممتنع و ۴۴ کشور رای منفی به آن دادند. دویچه وله فارسی
- رحیمی: تا احمدی نژاد هست من هم معاون اول خواهم ماند

محمد رضا رحیمی، معاون اول رئیس جمهوری ایران، می‌گوید که به زودی در یک کنفرانس خبری از اتهامات مربوط به فساد مالی سخن خواهد گفت و تاکید کرد: «تا احمدی نژاد رییس جمهور است، من هم معاون اول ایشان خواهم ماند.» در این پیام آمده‌است: «در ادامه روند برخوردهای تخریبی علیه دولت خدمتگزار، طی روزهای اخیر نیز انتشار گسترده اظهارات نادرست سخنگوی محترم قوه قضاییه، منجر به تشدید برخی تخریب‌ها و ابهامات در افکار عمومی علیه اینجانب گردید.» دو روز پیش، غلامحسین محسنی اژه‌ای، دادستان کل و سخنگوی قوه قضاییه، در یک نشست خبری از احتمال احضار معاون اول رئیس جمهوری در ارتباط با یک پرونده فساد مالی سخن گفته بود. بی‌بی‌سی فارسی
- مکارم شیرازی: نمی‌توانیم بنشینیم با مقدسات اسلامی بازی کنند

آیت‌الله ناصر مکارم شیرازی، از مراجع تقلید شیعه در قم، با انتقاد از کسانی که «در کشور مصونیت دارند» و «به امامان و علما و فقها توهین می‌کنند»، گفت: «نمی توانیم بنشینیم با مقدسات اسلامی بازی کنند.» مکارم شیرازی امروز چهارشنبه در ابتدای درس خارج فقه در قم گفت: «در رسانه‌ها و مطبوعات خبری از یکی از مسئولان منتشر شده که وی گفته‌است کسانی که با موسیقی مخالف هستند نمی‌فهمند. ما منتظر بودیم که این خبر تکذیب شود که این گونه نشد.»  از این برخی از سایت‌های نزدیک به اصولگرایان، سخنانی را از قول رحیم مشایی نقل کردند که در آن گفته بود: «بعضی موسیقی را درک نمی‌کنند و نمی‌فهمند و می‌گویند موسیقی حرام است. شما قبله‌ای غلط دارید و موسیقی را هم نمی‌فهمید چون که در فهم و درک دنیای شاعر و هنرمندی عاجزید.» بی‌بی‌سی فارسی
- تحریم‌های جدید آمریکا علیه ایران

وزارت خزانه‌داری ایالات متحده آمریکا از تحریم‌های جدیدی علیه سپاه پاسداران انقلاب اسلامی، خطوط کشتیرانی و بخش انرژی ایران خبر داده‌است. بنیاد تعاون سپاه پاسداران، شرکت نفت و گاز پارس، شرکت بیمه معلم، بانک انصار و بانک مهر اقتصاد نیز در فهرست تحریم‌های جدید آمریکا علیه ایران قرار دارند. دویچه وله فارسی، بی‌بی‌سی فارسی
- فرانسه با دفاع از جعفر پناهی خواستار آزادی همه زندانیان عقیدتی ایران شد

## ۲ دی ۱۳۸۹
- حبس ابد برای دیکتاتور سابق آرژانتین

خورخه ویدلا، ژنرال و دیکتاتور سابق آرژانتین در دهه ۷۰ ميلادی به خاطر اعدام مخالفان و جنایت علیه بشریت، در دادگاهی در آرژانتین به حبس ابد محکوم شد. بر اساس گزارش سازمان‌های مدافع حقوق بشر، محکوميت وی به خاطر کشتارهای دوران حکومت ديکتاتوری در سال‌های ۱۹۷۶ تا ۱۹۸۳ بود که طی آن ۳۰ هزار نفر ناپديد شدند. رادیو زمانه
- سازمان ملل متحد: «ده‌ها نفر در خشونت‌های انتخاباتی ساحل عاج کشته شده‌اند»

## ۳ دی ۱۳۸۹
- بازداشت یک افسر سپاه پاسداران در افغانستان

نیروهای بین‌المللی کمک به امنیت در افغانستان (آیساف) یک افسر عالی‌رتبهٔ سپاه پاسداران ایران را به اتهام قاچاق سلاح در ولایت قندهار ِ افغانستان بازداشت کردند. یک سخنگوی آیساف در بیانیه‌ای اعلام کرد «مرد بازداشت‌شده یک قاچاقچی اسلحهٔ مقیم قندهار با ارتباط مستقیم با رهبران طالبان در ولایت قندهار است». روزنامهٔ تایمز نیز گزارش داده که ایران تعدادی از جنگجویان عالی‌رتبهٔ القاعده را از زندان آزاد کرده و این افراد می‌توانند در بازسازی شبکه‌های ارتباطی در مرز پاکستان و افغانستان شرکت داشته باشند. خبرگزاری فرانسه
- اعتراض به درج تصویر پیکرهٔ برهنهٔ آفرودیت بر روی گذرنامه‌های جدید قبرس

## ۴ دی ۱۳۸۹
- ویکی‌لیکس: «اسرائیل سوریه را بمباران کرده بود»

افشای یکی از پیام‌های دیپلماتیک آمریکا توسط سازمان افشاگر ویکی‌لیکس، تائید می‌کند که اسرائیل کشوری بوده که بیش از سه سال پیش مجتمع مظنون به پیش‌برد برنامه هسته‌ای سوریه را بمباران هوایی کرده‌است. با این که به طور گسترده باور بر این بوده که نیروی هوایی اسرائیل این حمله را انجام داده‌است، این کشور هرگز حمله هوایی به سوریه را با صراحت نفی یا تائید نکرده بود. پیام دیپلماتیک افشا شده که متعلق به کاندولیزا رایس، وزیر امور خارجه سابق آمریکا است، تائید می‌کند که اسرائیل این حمله را انجام داده و افزوده دولت ایالات متحده آمریکا، دلایلی دارد که باور کند راکتور هسته‌ای الکبار سوریه با کمک کره شمالی ساخته شده بود. بی‌بی‌سی فارسی، دویچه وله فارسی
- بانک مرکزی هند واردات نفت از ایران را تأمین نمی‌کند

## ۵ دی ۱۳۸۹
- برندگان جایزه گلشیری معرفی شدند

برگزیدگان دهمین دوره جایزه‌ادبی هوشنگ گلشیری، به رغم محدودیت‌های روزافزون برای فعالیت نهادهای غیردولتی در ایران، معرفی شدند. در این مراسم از علی‌اشرف درویشیان، نویسنده ایرانی نیز تقدیر شده‌است. دویچه وله فارسی، رادیو زمانه
- تلاش برای لغو حکم اعدام حبیب‌الله لطیفی

## ۶ دی ۱۳۸۹
- نئاندرتال‌ها سبزیجات پخته مصرف می‌کرده‌اند

## ۷ دی ۱۳۸۹
- دو زندانی سیاسی در ایران اعدام شدند

دادستانی عمومی و انقلاب تهران با صدور اطلاعیه‌ای اعلام کرد که علی صارمی و علی‌اکبر سیادت که به اتهام «محاربه» به اعدام محکوم شده‌بودند، در سحرگاه روز سه‌شنبه در زندان اوین به دار آویخته شدند. این اطلاعیه در مورد اتهام علی صارمی، او را عضو سازمان مجاهدین خلق ایران و در مورد اتهام علی اکبر سیادت، او را عامل سرویس جاسوسی اسرائیل دانسته‌است. بی‌بی‌سی فارسی، دویچه وله فارسی، رادیو زمانه، رادیو بین‌المللی فرانسه
- مجلس ایران: «فقط ۱۳ درصد خصوصی‌سازی واقعی بوده است»

مجلس شورای اسلامی ایران می‌گوید  «تنها سیزده و نیم درصد روند خصوصی‌سازی از سال ۱۳۸۴ تا کنون حقیقی بوده و بقیه به شرکت‌های شبه‌دولتی واگذار شده‌است». بر اساس این گزارش ۸۶ درصد تمام واگذاری‌ها به منظور خصوصی‌سازی، از شرکت‌های دولتی به شرکت‌های شبه‌دولتی بوده‌است. دویچه وله فارسی
- فعال حقوق بشر ایرانی به اتهام «بی‌حجابی» محاکمه شد

## ۸ دی ۱۳۸۹
- مخالفت اسلام‌گرایان با ممنوعیت حجاب در مدارس جمهوری آذربایجان

گروه‌های اسلام‌گرا در جمهوری آذربایجان، با انجام تظاهراتی خواستار لغو ممنوعیت حجاب اسلامی در مدارس متوسطه این کشور شده‌‌اند. بخش‌نامه وزارت امور تحصیلات جمهوری آذربایجان، دانش‌آموزان دختر را به پوششی یکسان در مدارس فرا می‌خواند. دویچه وله فارسی
- التون جان، خواننده همجنس‌گرای بریتانیایی صاحب فرزند شد

التون جان و شریک زندگی‌اش دیوید فورنیش با کمک یک زن اهداکننده، توانستند از طریق لقاع مصنوعی، صاحب فرزند شوند. التون جان و دیوید فورنیش که از ابتدای دهه ۱۹۹۰ میلادی، با هم زندگی می‌کنند، سرانجام در سال ۲۰۰۵ میلادی، بطور رسمی با هم ازدواج کردند.  
یورونیوز فارسی، روئیترز
- مجلس ایران به تشکیل وزارت ورزش و جوانان رای داد

## ۹ دی ۱۳۸۹
- رئیس جمهوری سابق اسرائیل در ارتباط با تجاوز جنسی مجرم شناخته شد

دادگاهی در اسرائیل موشه کاتساو، رئیس جمهوری سابق این کشور را در ارتباط با اتهامات تجاوز به عنف مجرم شناخته‌است. یکی از کارمندان زن آقای کاتساو ادعا کرده بود که در دهه ۱۹۹۰ و زمانی که رئیس جمهوری سابق اسرائیل وزیر گردشگری بود او را دو بار مورد تجاوز جنسی قرار داد. آقای کاتساو همچنین در ارتباط با جرائم جنسی دیگری نیز مجرم شناخته شده‌است. قضات دادگاهی در تل آویو روز پنجشنبه (۳۰ دسامبر)، گفتند شواهد ارائه شده توسط شاکی زن موسوم به «آ» را که منجر به مطرح شدن دو شکایت تجاوز جنسی علیه آقای کاتساو شد، وارد تشخیص داده‌اند. بی‌بی‌سی فارسی
- وزیر اسرائیلی: «ایران سه سال تا نخستین بمب اتمی خود فاصله دارد»

موشه یعلون، وزیر سیاست‌های راهبردی اسرائیل و معاون نخست‌وزیر اسرائیل، می‌گوید که بروز برخی مشکلات فنی در برنامه هسته‌ای ایران، از جمله حمله بدافزار رایانه‌ای استاکس‌نت به تاسیسات هسته‌ای ایران، دستیابی این کشور به سلاح هسته‌ای را تا سه سال به تعویق انداخته‌است. بی‌بی‌سی فارسی، دویچه وله فارسی، وزارت امور خارجه اسرائیل
- یک کشتی آلمانی توسط دزدان دریایی سومالی ربوده شد

## ۱۰ دی ۱۳۸۹
- سپاه پاسداران سیلی‌خوردن احمدی‌نژاد را تکذیب کرد

سپاه پاسداران ایران، محتوای سند منتشر شده توسط سایت اینترنتی ویکی‌لیکس در این مورد را تکذیب کرد که در یکی از جلسات شورای عالی امنیت ملی، محمد علی جعفری، فرمانده سپاه پاسداران، به صورت محمود احمدی‌نژاد، رئیس‌جمهوری و رئیس این شورا، سیلی زده‌است. به گزارش خبرگزاری فارس، سرتیپ رمضان شریف، مسئول روابط عمومی سپاه پاسداران در گفتگو با این خبرگزاری، سایت بی‌بی‌سی را به دلیل انتشار محتوای سند انتشار یافته توسط ویکی‌لیکس در مورد این ماجرا را شدیدا مورد انتقاد قرار داده و محکوم کرده‌است. وی در عین حال گفته‌است که کسانی که پشت‌پرده شبکه ویکی‌لیکس قرار دارند «سعی می‌کنند با استفاده از شهرتی که این سایت به خاطر اخبار خود به دست آورده‌است، اقدام به جریان سازی‌هایی مطابق خواسته‌های خود کنند.» بی‌بی‌سی فارسی
- معاون قوه قضاییه ایران رهبران مخالف دولت را به محاکمه تهدید کرد

## ۱۱ دی ۱۳۸۹
- سوءقصد انتحاری علیه مسیحیان مصر

یک سوءقصدکننده‌ی انتحاری، خود را درون یک خودرو در برابر یک کلیسای متعلق به مسیحیان ارتدکس قبطی منفجر کرد. شدت انفجار چنان مهیب بود که ده‌ها نفر را با خود به کام مرگ کشاند. بیش از ۸۰ مجروح برجای مانده است. در واکنش، صدها مسیحی خشمگین در اعتراض به این سوءقصد، دست به راه‌پیمایی زدند. تظاهرکنندگان با نیروهای امنیتی مصر وارد زدوخورد شدند و به سوی آنها سنگ پرتاب کردند. دویچه وله فارسی
سلام
- میلیون‌ها نفر در جهان آغاز سال ۲۰۱۱ را جشن گرفتند

مردم بسیاری از کشورهای جهان سال جدید میلادی را جشن گرفته‌اند. جزایر جنوب اقیانوس آرام و نیوزیلند اولین نقاطی بودند که با آتش بازی به استقبال سال نو رفتند. در شهر اوکلند نیوزیلند مردم بی اعتنا به زلزله ۳/۳ ریشتری ساعت ۱۰ شب در خیابانها جمع شده و به رقص و پایکوبی پرداختند. در سیدنی استرالیا یک میلیون و ۵۰۰ هزار نفر از ۱۲ ساعت قبل با لحاف و پتو در پارکها جمع شدند تا آتش بازی ۷ تنی بر فراز پل هاربر را تماشا کنند. در هنگ کنگ صدها هزار نفر در بندر ویکتوریا و بر پشت بام آسمان خراش‌ها رفتند. در تایپه پایتخت تایوان آتش بازی به شکل یک اژدهایی بود که از بلندترین آسمانخراش این شهر نیز بالاتر رفت. این جشن که ۲ میلیون دلار هزینه برای تایوان در بر داشت بزرگترین مراسم سال نو در تاریخ این جزیره بوده‌است. بی‌بی‌سی فارسی
- استونی به یورو پیوست

جمهوری استونی، هفدهمین کشور اتحادیه اروپا است که به حوزه یورو پیوسته است. استونی اولین کشور از جمهوری‌های سابق اتحاد جماهیر شوروی است که واحد پول یورو را به جای پول ملی، به گردش در می‌آورد. بی‌بی‌سی فارسی
- حراج خودروی رئیس جمهوری ایران آغاز شد

## ۱۲ دی ۱۳۸۹
- مجلس تشکیل وزارت ورزش و جوانان را تصویب کرد

نمایندگان مجلس شورای اسلامی ایران، روز یکشنبه، تصویب کردند که با ادغام سازمان تربیت بدنی و سازمان ملی جوانان، وزارتخانه‌ای جدید به نام وزارت ورزش و جوانان ایجاد شود. این طرح با ۱۵۷رای موافق در برابر ۴۴ رای مخالف تصویب شد. این در حالی است که شنبه روسای ۵۱ فدراسیون ورزشی مخالفت خود را با تشکیل این وزارتخانه اعلام کرده بودند. در نامه سرگشاده روسای فدراسیون‌ها آمده بود: «تشکیل وزارت ورزش و جوانان در شرایط فعلی نه تنها کمکی به حل مشکلات موجود ورزش در کشور نمی‌کند، بلکه می‌تواند در روند رو به رشد پیشرفت ورزش هم اخلال ایجاد کند.» رادیوفردا
- طبق یک سند جدید ویکی لیکس، اسرائیل خود را برای یک «جنگ گسترده» در خاورمیانه آماده می‌کند

طبق یک سند جدید منتشر شده توسط وبسایت ویکی لیکس، گابی اشکنازی، فرمانده ارتش اسرائیل، در آبان ماه سال گذشته، اعلام کرده‌است که خود را برای یک «جنگ گسترده در خاورمیانه» آماده می‌کند. طبق سند منتشر شده توسط ویکی لیکس، فرمانده ارتش اسرائیل همچنین گفته‌است، ایران حدود ۳۰۰ موشک شهاب دارد که در صورت شلیک، اسرائیل تنها بین ۱۰ تا ۱۲ دقیقه برای مقابله با آن زمان دارد. رادیوفردا
- پیشنهاد یک میلیارد تومانی برای پژوی احمدی نژاد

احمد اسفندیاری، سرپرست سازمان بهزیستی ایران، می‌گوید «بیشترین مبلغ برای خرید خودروی احمدی نژاد تا کنون یک میلیارد تومان بوده که از سوی کشورهای عربی پیشنهاد شده‌است.» پس از گذشت یکماه از وعده وزیر رفاه و تامین اجتماعی مبنی بر حراج بین المللی خودرو پژو رئیس جمهور، سازمان بهزیستی بصورت اینترنتی اقدام به ثبت نام از افراد متقاضی کرده‌است. رادیوفردا
- صادرات نفت روسیه به چین از طریق یک خط لوله جدید آغاز شد

برای نخستین‌بار، روسیه صادرات نفت به چین از طریق یک خط لوله جدید را آغاز کرد. بخش بزرگی از این خط لوله پنجاه هزار کیلومتری از غرب سیبری می‌گذرد. این معاهده چندین میلیارد دلاری اهمیت استراتژیک زیادی برای هر دو کشور دارد. روسیه تا پیش از این در مجموع سالانه نه میلیون تن نفت را از طریق خط آهن به چین می‌فرستاد که از این پس با وجود خط لوله جدید این کشور توانسته راهی به مراتب ارزان‌تر برای صادرات نفت به چین بیابد. دویچه وله فارسی
- رئیس‌جمهور جدید برزیل سوگند یاد کرد

## ۱۳ دی ۱۳۸۹
- ویکی‌لیکس: اسرائیل در صورت حمله موشکی ایران ۱۲ دقیقه فرصت دارد

برپایه اسناد دیپلماتیک تازه‌ای که وبسایت ویکی‌لیکس منتشر کرده‌است، رئیس ستاد مشترک ارتش اسرائیل به یک هیات آمریکایی در سال ۲۰۰۹ گفته‌است اسرائیل خود را برای یک جنگ گسترده آماده می‌کند. برپایه این گزارش رئیس ستاد مشترک ارتش اسرائیل همچنین گفته‌است که در صورت حمله موشکی ایران، اسرائیل تنها ۱۰ تا ۱۲ دقیقه برای واکنش فرصت خواهد داشت. رادیوفردا
- تورم در ایران دوباره دو رقمی شد

بانک مرکزی ایران گزارش داده که نرخ تورم در آذر ماه بعد از هفت ماه دو باره دو رقمی شده‌است. بنابر این گزارش، نرخ تورم در آذر ماه به ۱۰٫۱ درصد رسیده‌است که نسبت به ماه قبل ۱٫۵ درصد افزایش نشان می‌دهد. نرخ تورم در اردیبهشت امسال یک رقمی شده و در مرداد به کمترین میزان خود یعنی ۸٫۸ رسیده بود، اما از اواخر تابستان دوباره آهنگ صعودی آغاز کرد و اکنون باز دورقمی شده‌است. دو رقمی شدن نرخ تورم با حذف یارانه‌ها همزمان شده‌است. دو هفته پیش دولت با تاخیری نه ماهه سرانجام برنامه حذف یارانه‌ها را به اجرا گذاشت. بی‌بی‌سی فارسی
- برکناری هم‌زمان چهارده مشاور رئیس‌جمهور در ایران

محمود احمدی‌نژاد روز شنبه ۱۱ دی ۱۳۸۹ در اقدامی هم‌زمان ۱۴ مشاور خود را از سمت «مشاورت رئیس‌جمهور» برکنار کرد. ۱۴ مشاوری که از سمت‌های‌شان برکنار شده‌اند، عبارتند از: مهدی کلهر (مشاور رسانه‌ای)، داوود دانش‌جعفری (مشاور عالی اقتصادی)، کاظم وزیری هامانه (مشاور امور نفت و گاز)، مهدی چمران (مشاور امور شوراها)، محمد رویانیان، محمدجواد حاج‌علی‌اکبری (مشاور امور جوانان)، سوسن کشاورز (مشاور امور تعلیم و تربیت)، علی‌اصغر زارعی (مشاور فرهنگی)، ابوالفضل توکلی‌بینا (مشاور امور اصناف و بازرگانی)، محمدرضا اعتمادیان (مشاور امور اصناف و بازرگانی)، ستار وفایی، علی منتظری و مهدی مصطفوی. بی‌بی‌سی فارسی، دویچه وله فارسی
- توقیف دو کشتی دیگر ایران در مالت و هُنگ‌کُنگ

## ۱۴ دی ۱۳۸۹
- علی‌رضا پهلوی، فرزند شاه سابق ایران درگذشت

شاهزاده علی‌رضا پهلوی، فرزند محمدرضا پهلوی و فرح دیبا، در شهر بوستون آمریکا، درگذشت. در وب‌گاه رسمی شاهزاده رضا پهلوی، علت مرگ برادرش «خودکشی» ذکر شده‌است. علی‌رضا پهلوی دانش‌آموخته دانشگاه هاروارد در رشته ایران‌شناسی بود. وبگاه رضا پهلوی، بی‌بی‌سی فارسی، رادیو فردا، دویچه وله فارسی، یورونیوز فارسی
- تلاش برای «کناره‌گیری آبرومندانه» رهبر ساحل عاج

رهبران چهار کشور آفریقایی کنیا، بنین، کیپ ورد و سیرالئون با سفر به ساحل عاج، تلاش تازه‌ای را برای متقاعد کردن لورن باگبو به کناره‌گیری از قدرت آغاز کرده‌اند. هم‌زمان، مقام‌های وزارت امور خارجه آمریکا بر «کناره‌گیری آبرومندانه» لورن باگبو تاکید کردند، اما گفتند که وی فرصت زیادی ندارد. لورن باگبو که از سال ۲۰۰۰ میلادی، قدرت را در ساحل عاج در دست داشته، شکست در دور دوم انتخابات ریاست‌جمهوری ماه نوامبر گذشته را رد می‌کند. بی‌بی‌سی فارسی، یورونیوز فارسی
- تودیع مئیر داگان از موساد پس از هشت سال

## ۱۵ دی ۱۳۸۹
- فرمانده یک ناو هواپیمابر آمریکا برکنار شد

## ۱۶ دی ۱۳۸۹
- آغاز به کار ۱۱۲مین کنگره آمریکا

صد و دوازدهمین کنگره ایالات متحده آمریکا کار خود را با جابجایی قدرت در مجلس نمایندگان آمریکا از حزب دموکرات به حزب جمهوری‌خواه آغاز کرده‌است. جمهوری‌خواهان که پس از چهار سال به اکثریت در مجلس نمایندگان باز می‌گردند، هدف خود را کوچک‌تر کردن دولت آمریکا و کاستن از هزینه‌های عمومی اعلام کرده‌اند. کنگره آمریکا حاوی دو مجلس سنا و مجلس نمایندگان است. بی‌بی‌سی فارسی
- اتحادیه اروپا دعوت ایران برای بازدید از تاسیسات اتمی را رد کرد

کشورهای اتحادیه اروپا در حال تهیه پاسخی مشترک به دعوت ایران برای دیدار از تاسیسات اتمی ایران هستند. از دیدگاه این اتحادیه‌، بازدید از تاسیسات هسته‌ای ایران باید از سوی بازرسان آژانس بین‌المللی انرژی اتمی صورت گیرد. در عین حال اتحادیه‌ی اروپا تاکید دارد که ایران امکان بازدید از تاسیسات اتمی خود را برای بازرسان آژانس بین‌المللی فراهم کند، امری که از یک سال پیش به این سو صورت نگرفته‌است. دویچه وله فارسی
- جنوب سودان برای جدایی آماده می‌شود

## ۱۷ دی ۱۳۸۹
- موساد: ایران تا چهار سال دیگر نمی‌تواند بمب اتمی داشته باشد

مئیر داگان، رئیس سازمان اطلاعاتی اسرائیل که دوره ماموریتش به علت خرابکاری در اسراییل به پایان رسید و جای خود را به تمیر پاردو داده، گفته‌است که به نظر او، ایران تا چهار سال دیگر قادر به تولید بمب اتمی نیست. به گفته آقای داگان، «مجموعه مشکلاتی که در روند فعالیت‌های هسته‌ای ایران پیش آمده‌است، پیشرفت این فعالیت‌ها را کند کرده و این کشور هنوز فاصله زیادی با دستیابی به هسته‌ای دارد.» او گفته‌است که ایران تا قبل از سال ۲۰۱۵ میلادی نخواهد توانست به بمب اتمی دست یابد. او همچنین در خصوص عملیات نیروهای ایران در خاک اسراییل به تلافی کشته شدن دانشمندان هسته ای ایران هیچ توضیحی نداد و فقط به کشته شدن عوامل ایران در زمان خروج از اسراییل اشاره کرد.بی‌بی‌سی فارسی
- جام ملت‌های آسیا آغاز شد

پانزدهمین دورهٔ رقابت‌های فوتبال جام ملت‌های آسیا با انجام دیدار تیم‌های ازبکستان و قطر آغاز شد که تیم میزبان در این دیدار که از حمایت هوادارانش سود می‌برد، با دو گل تن به شکست داد. فوتبال ۳
- دیوان عالی اسرائیل: «جدایی زن و مرد در اتوبوس‌ها غیرقانونی است»

دیوان عالی اسرائیل جدایی جنسیتی در اتوبوس‌های مخصوص یهودیان ارتدوکس در اسرائیل را «غیرقانونی و خلاف مدارا و موازین دمکراتیک» اعلام کرد. مدافعان حقوق زنان و هواداران اصطلاحات مذهبی از این حکم استقبال کرده‌اند. در حکم دیوان عالی اسرائیل آمده‌است: «شرکت‌های اتوبوسرانی عمومی مجاز نیستند به زنان بگویند یا به آن‌ها تحمیل کنند که در قسمت عقب اتوبوس باشند یا لباس‌های معینی را بر تن کنند. زنان حق دارند که هر جای اتوبوس که مایلند بنشینند یا بایستند». در این اتوبوس‌ها که از سال ۱۹۹۸ در خیابان‌های اسرائیل مشغول کارند، زنان باید لباس‌های کاملا پوشیده به تن داشته باشند و در قسمت عقب اتوبوس بنشینند یا بایستند. بی‌بی‌سی فارسی
- ناسا «۲۰۱۲» را «چرندترین فیلم» علمی‌خیالی تاریخ لقب داد

در جریان کنفرانسی که اخیرا در کالیفرنیا برگزار شد، گروهی از دانشمندان سازمان ناسا در آمریکا فیلم علمی-تخیلی «۲۰۱۲» ساخته رولند امریک را از نظر علمی چرندترین فیلم تاریخ سینما معرفی کردند. به نوشته روزنامه بریتانیایی گاردین، فیلم ۲۰۱۲ که فیلمی تخیلی درباره حوادث طبیعی و ویرانی کره زمین است از نظر فروش در گیشه نسبتا موفق بود. بودجه ساخت این فیلم که در سال ۲۰۰۹ به روی پرده رفت حدود ۲۰۰ میلیون دلار بود، ولی از محل فروش بلیت بالغ بر ۸۰۰ میلیون دلار درآمد از آن کسب شد. رادیوفردا
- راه‌پیمایی افغان‌ها علیه توقیف تانکرهای سوخت در ایران

شماری از ساکنین کابل برای دومین‌بار در سه روز اخیر علیه توقیف تانکرهای نفت بازرگانان افغان در مرز شرقی ایران، علیه این کشور در مقابل سفارت ایران در کابل تظاهرات کردند. به گفته معترضان، اقدام ایران در جلوگیری از عبور کامیون‌های حامل سوخت از مرز این کشور با افغانستان، باعث افزایش شدید بهای مواد سوختی در افغانستان شده‌است. بی‌بی‌سی فارسی، دویچه وله فارسی
- درز اسرار فنی خودروسازی رنو، فرانسه را نگران کرد

شرکت خودروسازی فرانسوی رنو می‌گوید که درز اطلاعات محرمانه این شرکت درباره مدل جدیدی از خودروی برقی که در دست تهیه داشته‌است، خطری جدی را متوجه این شرکت کرده‌است. اطلاعات درز کرده به یک خودروسازی در کشوری خارجی داده شده‌است. بی‌بی‌سی فارسی، یورونیوز فارسی
- دستگیری مامور پیشین سیا به اتهام افشای اطلاعات مربوط به ایران

## ۱۸ دی ۱۳۸۹
- تبرئه نویسنده «هری پاتر» از اتهام کپی‌برداری

قاضی دادگاهی در آمریکا شکایت علیه جی کی رولینگ، نویسنده سری داستان‌های پرطرفدار «هری پاتر» را ناموجه دانست. ورثه آدریان جیکوبز، نویسنده بریتانیایی، مدعی بودند که طرح داستانی «هری پاتر و جام آتش» مجلد چهارم از مجموعه داستان‌های هری پاتر از روی کتاب «ماجراهای ویلی جادوگر» برداشت شده‌است. کتاب نامبرده از آثار تخیلی آدریان جیکوبز، نویسنده بریتانیایی است که در سال ۱۹۹۷ درگذشت. شیرا شیندلین، قاضی دادگاه ایالات متحده، در رأی خود استدلال کرده‌است که «هری پاتر» نمی‌تواند برداشت یا تقلیدی از اثر آقای جیکوبز باشد. به نظر خانم قاضی دادگاه دو اثر یادشده «از نظر درونمایه و سبک کاملا متفاوت هستند». بی‌بی‌سی فارسی
- درخواست آمریکا از تویتر برای ارایه مشخصات فعالان مرتبط با ویکی‌لیکس

دولت آمریکا در حکمی قضایی ازمسئولان وب سایت اجتماعی تویتر خواسته‌است که مشخصات افراد مرتبط با سایت افشاگر ویکی لیکس را ارائه کنند. دادگاه فدرال ایالت ویرجینیا در حکم خود خواستار مجموعه اطلاعاتی از جمله اسم کاربری، آدرس محل سکونت، سابقه ارتباطات، شماره تلفنها و همچنین مشخصات بانکی این افراد شده‌است. در میان کسانی که اسم آنها مطرح شده نام جولیان آسانژ، موسس ویکی لیکس و همچنین یکی از نمایندگان پارلمان ایسلند به چشم می‌خورد. بی‌بی‌سی فارسی
- هشدار رهبر سودان درباره پیامدهای استقلال جنوب

## ۱۹ دی ۱۳۸۹
- سقوط یک هواپیمای مسافربری با ۱۰۵ سرنشین در نزدیکی ارومیه

یک هواپیمای بویینگ ۷۲۷ متعلق به ایران ایر با شماره پرواز ۲۷۷ که از فرودگاه مهرآباد تهران به مقصد فرودگاه ارومیه برخاسته بود، در حوالی شهر ارومیه در شمال غربی ایران با ۱۰۵ نفر سرنشین سقوط کرد. در این حادثه 77 نفر کشته و 27 نفر مجروح شده‌اند. رادیو زمانه، بی‌بی‌سی فارسی، رادیو فردا، دیچه‌وله فارسی
- حضور گسترده در همه‌پرسی جنوب سودان برای استقلال

رای‌گیری در جنوب سودان برای استقلال از بخش شمالی آن کشور آغاز شده‌است. گزارش‌های رسانه‌ای حاکی از آن است که تعداد زیادی از رای‌دهندگان در همه‌پرسی شرکت کرده‌اند. در صورتی که در همه‌پرسی امروز به استقلال جنوب سودان رای مثبت داده شود، جدیدترین کشور دنیا در این منطقه نفت‌خیز شکل خواهد گرفت. تحلیل‌گران پیش بینی کرده‌اند که اکثریت مردم جنوب سودان به استقلال این منطقه از شمال رای دهند. بی‌بی‌سی فارسی، رادیو فردا + بی‌بی‌سی فارسی: پرسش و پاسخ؛ همه پرسی استقلال جنوب سودان
- تیراندازی به نمایندهٔ آریزونا در کنگره ۵ کشته به جا گذاشت

## ۲۰ دی ۱۳۸۹
- جدایی‌طلبان باسک «آتش‌بس دائمی» اعلام کردند

## ۲۱ دی ۱۳۸۹
- آمریکا حکم نسرین ستوده را قویا محکوم کرد

ایالات متحده آمریکا با «ناعادلانه» و «سنگین» توصیف‌کردن مجازات حبس و ممنوعیت فعالیت حرفه‌ای برای نسرین ستوده، وکیل دادگستری و فعال حقوق بشردر ایران، خواهان آزادی فوری او شده‌است. نسرین ستوده در تاریخ ۱۹ دی ۱۳۸۹ به اتهام «اقدام علیه امنیت ملی ایران، تبانی و تبلیغ علیه نظام جمهوری اسلامی و عضویت در کانون مدافعان حقوق بشر» به ۱۱ سال حبس تعزیری، ۲۰ سال محرومیت از وکالت و ۲۰ سال ممنوعیت خروج از کشور محکوم شده‌است. بی‌بی‌سی فارسی
- برزیل «ممنوعیت» آثار پائولو کوئیلو در ایران را محکوم کرد

## ۲۲ دی ۱۳۸۹
- دولت وحدت ملی لبنان سقوط کرد

استعفای یازده وزیر عضو حزب الله لبنان و متحدان‌اش منجر به فروپاشی «دولت وحدت ملی» لبنان شده‌است. سقوط دولت در زمانی اتفاق افتاد که سعد حریری ، نخست‌وزیر لبنان در دیداری رسمی از آمریکا به سر می‌برد. این اقدام در اعتراض به دادگاه بین‌المللی رسیدگی به پرونده ترور رفیق حریری نخست‌وزیر سابق لبنان صورت گرفته‌است. دادگاه بین‌المللی بعد از ترور رفیق حریری برای یافتن عاملان قتل او از سوی سازمان ملل متحد تشکیل شده‌است. بی‌بی‌سی فارسی، یورونیوز فارسی
- تاجیکستان بیش از هزار کیلومتر مربع از خاک خود را به چین می‌دهد

مجلس تاجیکستان به طور رسمی با واگذاری هزار و ۱۱۲ کیلومتر مربع از خاک این کشور به چین در منطقه مرزی مورد اختلاف دو کشور، در شرق تاجیکستان موافقت کرد. تاجیکستان سال‌ها با چین بر سر ۲۸ هزار و ۴۱۲ کیلومتر مربع از خاک مرزی خود اختلاف داشته‌است. منطقه واگذارشده، بخش‌هایی از رشته‌کوه پامیر را در بر می‌گیرد که به طور پراکنده مورد سکونت اقوامی که عمدتا تاجیک و شیعه‌مذهب هستند، قرار دارند. رادیو فردا
- سیل مهیب در شهر بریزبین استرالیا

## ۲۳ دی ۱۳۸۹
- سیل در برزیل حدود ۳۵۰ کشته بر جای گذاشت

در حالی که عملیات تجسس و امداد رسانی برای نجات سیل‌زدگان برزیلی ادامه دارد، شمار قربانیان ناشی از جاری‌شدن سیل و رانش زمین در جنوب شرقی این کشور نزدیک به ۳۵۰ نفر رسیده‌است. بنا به گزارش رسانه‌های برزیلی تعداد کشته‌شدگان در شهر نوا فریبورگو به ۱۵۵ نفر، ترسوپولیس به ۱۴۶ نفر و پتروپولیس به ۳۴ نفر رسیده‌است. بی‌بی‌سی فارسی
- چهارمین تظاهرات ضد دولت ایران در کابل طی دو هفته اخیر

## ۲۴ دی ۱۳۸۹
- رئیس جمهوری تونس از قدرت کنار رفت

زین‌العابدین بن علی، رئیس‌جمهور تونس، در پی هفته‌ها تظاهرات ضددولتی در آن کشور، پس از ۲۳ سال در مقام رئیس‌جمهوری از قدرت کناره گرفت و جای خود را موقتا به محمد الغنوشی، نخست‌وزیر سپرد. بی‌بی‌سی فارسی، دویچه وله فارسی
- بانک جی‌پی مورگان چیس، حساب برخی از دفاتر نمایندگی خارجی عضو سازمان ملل را مسدود کرد

بانک خصوصی جی‌پی مورگان چیس که بخش عمده‌ای از خدمات بانکی سازمان ملل متحد و دفاتر نمایندگی‌های خارجی مستقر در این سازمان را برآورده می‌کند، در اقدامی حساب‌های بانکی دفاتر نمایندگی تعدادی از کشورهای عضو سازمان ملل متحد در نیویورک و حساب‌های بانکی کارمندان این دفاتر را مسدود کرد. گفته می‌شود که علت اصلی این تصمیم بانک جی‌پی مورگان چیس «هزینه اضافی ناشی از مقررات دولت آمریکا برای نظارت و گزارش در مورد عملیات مربوط به این حساب‌های بانکی بوده‌است». بی‌بی‌سی فارسی، دویچه وله فارسی، رادیو بین‌المللی فرانسه
- سفیر ایران خواستار دستگیری تظاهرکنندگان کابل شد

## ۲۵ دی ۱۳۸۹
- «رئیس‌جمهور موقت» تونس در میان ناآرامی‌ها سوگند یاد کرد

فواد المبزع، رئیس مجلس تونس، به عنوان «رئیس‌جمهوری موقت» سوگند یادکرد. در شهرها، سربازان و تانک‌های ارتش تونس در اطراف ساختمان‌های دولتی مستقر شده‌اند و در طول شب نیز ناآرامی‌ها ادامه داشته‌است. در شهر منستیر که از مراکز تفریحی در تونس است، یک زندان به آتش کشیده‌شده و گفته می‌شود که بیش از پنجاه زندانی در اثر این آتش سوزی کشته شده‌اند و زندانیان دیگر نیز فرار کرده‌اند. بی‌بی‌سی فارسی
- رئیس مجلس تونس «رئیس‌جمهوری موقت» می‌شود

در حالی که ناآرامی‌ها در تونس هم‌چنان ادامه دارد، شورای قانون اساسی این کشور می‌گوید که فواد المبزع، رئیس مجلس تونس، به عنوان «رئیس‌جمهوری موقت» عمل خواهد کرد و انتخابات ریاست جمهوری تونس باید ظرف شصت روز آینده برگزار شود. شورای قانون اساسی تونس هرگونه احتمال بازگشت زین‌العابدین بن علی به قدرت را رد کرده‌است. محمد الغنوشی، نخست‌وزیر تونس که با فرار زین‌العابدین بن علی، زمام امور این کشور را در دست گرفت، از مردم کشورش خواسته‌است تا به برقراری مجدد نظم کمک کنند و در اصلاحات سیاسی، اجتماعی و اقتصادی تونس مشارکت داشته‌باشند. بی‌بی‌سی فارسی
- زین‌العابدین بن علی به عربستان گریخت

زین‌العابدین بن علی، رئیس‌جمهوری سابق تونس پس از ۲۳ سال زمام‌داری، به همراه خانواده‌اش به عربستان سعودی گریخته‌است. ده‌ها نفر از مردم تونس در هفته‌های اخیر در حمله نیروهای امنیتی به تظاهرکنندگان ضددولتی کشته شده‌اند. تظاهرات گسترده در تونس در ابتدا به خاطر اعتراض به بی‌کاری گسترده، فساد دولتی و افزایش قیمت مواد خوراکی برپا شد و در نهایت حکومت زین‌العابدین بن علی را هدف گرفت. بی‌بی‌سی فارسی، دویچه وله فارسی
- برتری ايران مقابل کره شمالی با گل انصاری فرد

## ۲۶ دی ۱۳۸۹
- نیویورک تایمز: «استاکس نت طرح آمریکا و اسرائیل بود»

روزنامه نیویورک تایمز در تاریخ ۱۶ ژانویه ۲۰۱۱ میلادی، در مقاله‌ای مدعی شد که «اسرائیل کرم رایانه‎ای استاکس‌نت را در مرکز اتمی دیمونا و بر روی سانتریفیوژهای مشابه‌ای که ایران از آن‌ها در تاسیسات غنی‌سازی نطنز استفاده می‌کند، با موفقیت آزمایش کرده‌بود». این در حالی‌ست که دولت اسرائیل یا آمریکا هیچ‌گاه به طور رسمی دست‌داشتن در انتشار استاکس‌نت را تایید نکرده‌اند. نیویورک تایمز، بی‌بی‌سی فارسی
- همه‌پرسی استقلال جنوب سودان پایان یافت

## ۲۷ دی ۱۳۸۹
- ایران از غیبت کشورهای غربی در بازدید از مراکز اتمی‌اش انتقاد کرد

## ۲۸ دی ۱۳۸۹
- ادعانامه «مهر و موم شده» قتل حریری صادر شد

دانیل بلِمار، دادستان دادگاه بین‌المللی رسیدگی به پرونده ترور رفیق حریری که با پشتیبانی سازمان ملل متحد فعالیت می‌کند، ادعانامه قتل رفیق حریری را منتشر کرده‌است. اما اسامی مظنونان فعلا سری باقی می‌ماند. تصور عمومی این است که اسامی افراد مظنون شامل اعضای گروه شبه‌نطامی حزب‌الله لبنان باشد. بی‌بی‌سی فارسی
- سازمان ملل در مورد محموله سلاح ایرانی در نیجریه تحقیق می‌کند

گروهی از کارشناسان امور ایران در سازمان ملل متحد به نیجریه سفر کرده‌اند تا بررسی کنند که آیا ایران با ارسال محموله سلاحی که اوایل آبان ۱۳۸۹ خورشیدی در بندر لاگوس توقیف شد، قطعنامه‌های سازمان ملل را نقض کرده بود یا خیر. ایران طبق قطعنامه‌های سازمان ملل اجازه فروش مستقیم یا غیرمستقیم اسلحه را ندارد. بی‌بی‌سی فارسی
- گسترش دامنه ادعاها علیه برلوسکونی در ارتباط با روابط با روسپی‌ها

دادستان‌های ایتالیایی ادعا کرده‌اند که سیلویو برلوسکونی، نخست‌وزیر ایتالیا با «شمار قابل توجهی» از روسپی‌های جوان از جمله با یک روسپی مراکشی‌تبار، آمیزش جنسی داشته‌است. دادستان‌های ایتالیایی در درخواست خود برای بازرسی از املاک سیلویو برلوسکونی، به این ادعاها اشاره کرده‌اند که او به این زنان پول پرداخت کرده یا اجازه استفاده از آپارتمان‌هایش را به آن‌ها داده‌است. سیلویو برلوسکونی در بیانیه‌ای نوشته «حتی فکر این‌که من برای هم‌آغوشی با یک زن به او پول پرداخته‌ام، مضحک است. من این کار را تحقیرآمیز می‌دانم». بی‌بی‌سی فارسی، یورونیوز فارسی
- زلزلهٔ ۷.۲ ریشتری در پاکستان

## ۲۹ دی ۱۳۸۹
- مداخله رهبر ایران در مورد بانک مرکزی به درخواست احمدی‌نژاد

هم‌زمان با انتشار روایت‌های متفاوت از نتیجه جلسه اخیر مجمع تشخیص مصلحت نظام در مورد بانک مرکزی ایران، اعلام شده‌است که سید علی خامنه‌ای، رهبر جمهوری اسلامی ایران، به درخواست محمود احمدی‌نژاد، رئیس‌جمهوری این کشور در مورد اختلاف مجلس و دولت بر سر مدیریت بانک مرکزی مداخله کرده‌است. بی‌بی‌سی فارسی، دویچه وله فارسی
- لوموند: «همسر بن‌علی با یک و نیم تن طلا فرار کرد»

## ۳۰ دی ۱۳۸۹
- بازداشت ۱۲۷ تن از اعضای گروه‌های مافیایی در آمریکا

ماموران اف‌بی‌آی در ساعات نخستین بامداد روز پنجشنبه ۲۰ ژانویه ۲۰۱۱ موفق شدند ۱۲۷ نفر از اعضای باندهای مافیایی را در شهرهای منطقه نیو انگلند آمریکا بازداشت کنند. این یکی از بزرگترین عملیات‌های اف‌بی‌آی در زمینه بازداشت خلافکاران باسابقه در این کشور بوده است. برخی از بازداشت‌شدگان دارای پرونده‌هایی با سابقه بیش از ۳۰ سال قتل، پولشویی، جرم و جنایت و اخاذی از افراد و شرکت‌ها هستند. ان‌پی‌آر، سی‌ان‌ان، ام‌اس‌ان‌بی‌سی
- آندرانیک تیموریان کاپیتان تیم ملی فوتبال ایران شد

بازوبند کاپیتانی تیم ملی فوتبال ایران به آندرانیک تیموریان هافبک تیم تراکتورسازی تبریز رسید. ریا نووستی
- ۳۳ نفر از اعضای خانواده رئیس جمهور پیشین تونس «دستگیر» شدند

تلویزیون تونس اعلام کرده‌است که حدود ۳۳ نفر از اعضای خانواده و فامیل زین‌العابدین بن علی، رئیس‌جمهور سرنگون‌شده این کشور، در حین خروج از کشور دستگیر شده‌اند. در همین حال گزارش شده‌است که دادستان‌های تونس در حال بررسی دارایی‌های خارجی زین‌العابدین بن علی و خانواده‌اش هستند. دارایی‌های خانواده بن علی تا ۵ میلیارد دلار برآورد شده‌است. مقام‌های سوئیسی اعلام کرده‌اند که کلیه حساب‌های رئیس‌جمهور سرنگون‌شده تونس را مسدود کرده‌اند. بی‌بی‌سی فارسی، تلگراف
- لغو خدمت وظیفه عمومی در آلمان

کارل تئودر تسو گوتنبرگ، وزیر دفاع آلمان لغو خدمت وظیفه عمومی در آلمان را اعلام کرد. خدمت وظیفه عمومی در آلمان از سال ۱۹۵۶ میلادی اجباری شد. از آن زمان به‌بعد، هر مرد جوان آلمانی که ۱۸ ساله می‌شد، مکلف بود این دوره را پشت سر بگذارد یا در عوض خدمت اجتماعی انجام دهد. دویچه وله فارسی
- قرآن با خون صدام، جنجالی تازه در عراق